# La hojarasca
La hojarasca (presentada en anglès com The Undergrowth) és una pel·lícula documental espanyola dirigida per Macu Machín del 2024. La pel·lícula va celebrar la seva estrena mundial el febrer de 2024 al 74è Festival Internacional de Cinema de Berlín a la secció Fòrum|Fòrum.

## Argument
La Carmen, l'Elsa i la Maura han heretat terres en una illa Canària. Mentre que la Carmen fa temps que conrea la terra, les seves dues germanes només ara tornen. La Maura està malalta i depèn de les cures de l'Elsa. La majoria dels homes han emigrat de l'illa, i a l'illa s'imposa un matriarcat involuntari. D'una banda, l'herència és una tasca i un llast per a les germanes, però d'altra banda, també aporta seguretat per a l'existència de les tres.
La poètica pel·lícula se centra en la fraternitat: la perspectiva femenina de tres germanes grans sense cuidador sobre el treball de cura, l'herència, la dificultat i la seguretat existencial. De vegades s'escenifica intensament, després de nou la vida es narra o es torna a representar, en totes les seves paradoxes. El títol fa referència a la finitud de l'existència.
La pel·lícula està ambientada a les Illes Canàries. Tot i que el volcà es pot veure al fons, encara se sent tranquil. La trama està basada en La hojarasca, la primera novel·la de l'escriptor colombià García Márquez.

## Producció
La pel·lícula va ser dirigida per Macu Machín, qui també va escriure el guió. La hojarasca és la seva pel·lícula de debut. La fotografia ha estat de José Alayón i Zhana Yordanova, la música ha estat de Jonay Armas i el muntatge ha estat d'Emma Tusell, Ariadna Ribas i Manuel Muñoz Rivas.
És protagonitzada per Carmen Machín, Elsa Machín i Maura Pérez.
La pel·lícula va ser produïda per José Alayón, José Miguel Viña, Jamie Weiss i Jairo López, la productora era El Viaje Films. La distribució mundial està en mans de l'empresa croata Splitscreen.

## Estrena
La pel·lícula va celebrar la seva estrena mundial el febrer de 2024 al Forum del 74è Festival Internacional de Cinema de Berlín.

## Recepció
A ics.org la pel·lícula va rebre quatre de les cinc estrelles. És curta però forta. Transmet que la família és més important que qualsevol cosa i que amb la seva ajuda pots superar qualsevol cosa, encara que visquis a la vora d'un volcà. En canvi, Lida Bach a moviebreak.de va donar només quatre de deu punts i va jutjar que l'espectacle natural a La hojarasca només mostra "el poc que Macu Machín sap fer de les circumstàncies externes del seu debut al llargmetratge semidocumental".

## Premis i nominacions
- 2023: Invitació a MECAS, Mercat Dedicat a Pel·lícules Quasi Acabades al Festival Internacional de Cinema de Las Palmas de Gran Canària
- 2024: La hojarasca va ser convidada al 74è Festival Internacional de Cinema de Berlín. La pel·lícula també es va incloure a la llista de nominacions per al Premi al documental Berlinale.[7]
- 2024: Festival Internacional de Cinema a Guadalajara: Premi al Millor Director – Premi FIPRESCI (Macu Machín)[8]